# Take This Ring
Singles de Toni Braxton
Trippin' (That's The Way Love Works)
(2005) Suddenly
(2006)
Take This Ring est une chanson de la chanteuse Toni Braxton, sortie en décembre 2005. La chanson est le troisième single, extrait de l'album Libra. Elle est écrite et composée par Rich Harrison. Ce titre est comparé au tube 1 Thing de la chanteuse Amerie, aussi produit par Harrison. Take This Ring est un titre R&B qui parle de rupture. La chanson s'érige à la 12e place du Billboard Bubbling Under R&B/Hip-Hop Singles. La chanson atteint également la 78e place du Hot 100 de la radio japonaise J-Wave le 27 novembre 2005.

## Pistes et formats
CD single promo (version américaine)
1. Take This Ring (LP Version) – 4:35

## Classements
| Classement (2006)                                 | Meilleure position |
| ------------------------------------------------- | ------------------ |
| U.S. Billboard Bubbling Under R&B/Hip-Hop Singles | 12                 |